# René de Flotte de Roquevaire
René de Flotte de Roquevaire (Neuilly-sur-Seine, 15 juin 1875 - Saint-Pierre-Quiberon, 5 septembre 1957) est un cartographe français.

## Biographie
Officier topographe, il travaille dès 1895 au Service géographique de l'Algérie où il s'occupe de rassembler les connaissances cartographiques sur le Maroc. Il en donne une carte générale en 1897, puis une carte hypsométrique avec 3 600 points cotés.
En 102, il effectue un voyage de reconnaissance qui le mène à Tanger, Larache, Rabat, Meknès, Fez et Ksar El Kébir avec retour à Tanger et, en 1904-1905, participe à la deuxième mission Segonzac dans le sud-ouest du Maroc et dans le Haut-Atlas. Il parvient à établir un important travail géodésique et topographique, malgré les difficultés rencontrées.

## Travaux
- Carte du Maroc au 1/1 000 000 en deux feuillets, 1897
- Note cartographique du Voyage au Maroc, 1899-1901 de Segonzac, 1903
- Essai d'une carte hypsométrique du Maroc, Annales de Géographie, juillet 1901
- Excursion à Fès et à Meknès, Bulletin de la Société de géographie commerciale de Paris, 1902, p. 295-310
- Cinq mois de triangulation au Maroc, 1909